# أربيان ثلاثي القرون
أربيان ثلاثي القرون (الاسم العلمي: Anthemis tricornis) هو نوع نباتي يتبع جنس الأربيان من الفصيلة النجمية.

## الموئل والانتشار
في بلاد الشام وتركيا.